# Cercomonas longicauda
Cercomonas longicauda ist ein heterotroph lebender Flagellat aus der Gruppe der Cercomonadida.

## Merkmale
Die Einzeller sind 8 bis 12 Mikrometer lang und 3 bis 7 Mikrometer breit. Das Hinterende der Zelle ist lang ausgezogen. Die vordere Geißel ist 10 bis 15 Mikrometer lang, die hintere 14 bis 15 Mikrometer. Sie besitzen ein oder zwei kontraktile Vakuolen. Zysten kommen nicht vor. Die Plasmodien sind unverzweigt. Als Extrusomen kommen osmiophile Körper vor.
Die Typuskultur wird von Karpov et al. wie folgt beschrieben: Die Zellen sind 8 bis 10 Mikrometer lang und häufig amöboid. Die hintere Geißel ist fest an den Zellkörper angelegt und reicht etwa eine Körperlänge über die Zelle hinaus. Ihre Gesamtlänge ist rund 15 bis 20 Mikrometer. Sie ist in gleitender Bewegung der Zelle stets gut sichtbar. Die vordere Geißel ist rund doppelt so lang wie die Zelle, meist 15 bis 17 Mikrometer. Zysten sind kugelig und glattwandig. Eine kontraktile Vakuole ist vorhanden. Die Pseudopodien sind breit, flach und gelappt. Der Zellkern befindet sich im vorderen Zellbereich. Die Plasmodien sind kompakt und rundlich.

## Ernährung und Vorkommen
Sie ernähren sich von Bakterien und nehmen gelöste Stoffe auf. Sie kommen in Kot und über Faulschlamm vor.

## Systematik
Cercomonas longicauda ist die Typusart der Gattung Cercomonas. Seit der Erstbeschreibung von Dujardin 1841 wurde der Name auf morphologisch sehr unterschiedliche Formen angewendet, ein Typus für die Art wurde erst. Für die Aufteilung der Gattung Cercomonas in mehrere Gattungen war jedoch die genaue Zuordnung der Typusart zu einer der Gruppen wichtig, da bei dieser der Namen Cercomonas verbleibt. Daher wurde 2006 für die Gattung ein Neotypus definiert, nachdem eine Neotypifizierung von 2004 als nicht gültig angesehen wurde.

## Belege
- Serguei A. Karpov, David Bass, Alexander P. Mylnikov, Thomas Cavalier-Smith: Molecular Phylogeny of Cercomonadidae and Kinetid Patterns of Cercomonas and Eocercomonas gen. nov. (Cercomonadida, Cercozoa). Protist, Band 157, 2006, S. 125–158, doi:10.1016/j.protis.2006.01.001
- Alexander P. Myl'nikov, Serguei A. Karpov: Review of diversity and taxonomy of cercomonads. In: Protistology. Bd. 3, Nr. 4, 2004, ISSN 1680-0826, S. 201–217, online (PDF; 249 kB).